# Poznatek
Poznatek je jednotlivý výsledek lidského poznávání. Soustava poznatků tvoří znalost. Poznatek je kognitivní reprodukcí určité části objektivního světa a jeho zákonitostí. Funkcí poznatku je převedení rozptýlených představ a tušení do sdělitelné a všeobecné formy.[zdroj?]
Filosofická epistemologie zkoumá poznatky například z hlediska dynamiky jejich narůstání, logiky jejich vzájemných vztahů, základních předpokladů poznatelnosti a poznávání a obecné otázky vztahu poznatků ke skutečnosti.[zdroj?]